# La Dafne (Peri)
La Dafne ist eine Oper in einem Prolog und sechs Szenen. Die Musik stammt von Jacopo Peri, manche Teile auch von Jacopo Corsi, das Libretto verfasste Ottavio Rinuccini. Die Uraufführung fand 1598, vermutlich im Palazzo Corsi-Tornabuoni in Florenz statt. Das nur fragmentarisch erhaltene Werk wird heute häufig als die erste Oper bezeichnet.

## Entstehung einer „ersten Oper“
Die Frage, bei welchem Werk es sich um die erste Oper handelt, ist aufgrund der vielfältigen Ursprünge dieser musikalischen Gattung nicht klar zu beantworten. Jacopo Peri selbst, der heute meist als erster Opernkomponist gilt, meinte, dass zwei Pastoralen von Emilio de’ Cavalieri (vermutlich II Satiro und La disperazione di Fileno) die ersten derartigen Werke gewesen seien. Diese hatten jedoch stilistisch noch wenig Ähnlichkeit mit den später als „Oper“ bezeichneten Werken. Als ein wesentliches Merkmal für die Entwicklung der Oper gilt die Verwendung simpler Gesangslinien, welche die erzählte Handlung klar vermitteln können (vgl. Rezitativ). Die komplexe Polyphonie der Renaissancemusik weicht der einfachen Monodie. Diese Prinzipien finden in La Dafne Anwendung, es existieren jedoch ältere Werke (etwa die Intermedien für La pellegrina) mit ähnlichen Stilmerkmalen.
La Dafne dürfte nicht in einem Guss entstanden sein. Jacopo Corsi scheint schon vor 1595 Arien für die Oper geschrieben zu haben, und auch Jacopo Peri gibt an, dass er seit Ende 1594 an dem Werk gearbeitet habe. Zum Zeitpunkt der Uraufführung, die wohl 1598 im (heute so genannten) Palazzo Corsi-Tornabuoni stattfand, trat Peri in die Rolle des Komponisten und Corsi in jene des Mäzens und Planers. Auch das Libretto nennt Corsi gewissermaßen als Patron. Die Uraufführung war ein großer Erfolg, sodass La Dafne bis 1600 mehrmals aufgeführt wurde. Das heute erhaltene Libretto gehört zu einer Aufführung, welche im Jahr 1600 im Palazzo Pitti stattfand. Weitere Wiederaufführungen fanden 1604 und 1610 statt, 1608 wurde das Libretto von Marco da Gagliano für seine in Mantua uraufgeführte La Dafne neu vertont.
Neben La Dafne können noch weitere Werke auf gewisse Art den Titel der ersten Oper beanspruchen: Die ebenfalls von Jacopo Peri stammende Euridice (die älteste erhaltene Oper, uraufgeführt im Jahr 1600), sowie eine weitere Euridice von Peris Konkurrent Giulio Caccini, welche die älteste im Druck publizierte Oper ist. Alle drei genannten Opern entstand als Gemeinschaftswerk des Künstlerkreises der Florentiner Camerata. Bei diesem handelt es sich um eine lose Gruppe von Künstlern verschiedenster Disziplinen, die unter der Schirmherrschaft eines gemeinsamen Mäzens standen. Ursprünglich hatte Giovanni de’ Bardi diese Rolle inne, nach dessen Abreise aus Florenz übernahm Jacopo Corsi dessen Position. Der Librettist Ottavio Rinuccini war ebenso Teil der Camerata wie der Komponist Jacopo Peri und die meisten beteiligten Musiker. Bis 1599 war auch der oben genannte Emilio de’ Cavalieri in Florenz tätig gewesen. Sein geistliches Werk Rappresentatione di Anima, et di Corpo (uraufgeführt 1600 in Rom) wird manchmal auch als älteste erhaltene und publizierte Oper bezeichnet, mitunter jedoch eher als Oratorium klassifiziert.

## Handlung
Anders als die Musik ist das Libretto der Dafne vollständig erhalten, weswegen die Handlung (bestehend aus einem Prolog und sechs Szenen) vollständig nachvollzogen werden kann. Der Text ist mit nur 445 Versen auch für die damaligen Verhältnisse recht kurz, zum Vergleich hat Jacopo Peris zwei Jahre später uraufgeführte Euridice 790 Verse. Vorlage der Handlung ist die antike Sage der Daphne aus Ovids Metamorphosen.
- Prolog: Ovid tritt auf und berichtet von der Verwandlung Daphnes in einen Lorbeerbaum sowie der Kraft der Liebe, der Apollon trotz seiner Göttlichkeit erlegen ist.
- Szene I: Der Drache Python verfolgt die Nymphen und Hirten. Diese bitten Apoll um Hilfe, der den Drachen tötet.
- Szene II: Venus und ihr Sohn Amor treten auf und treffen auf Apoll. Dieser ist stolz, den Drachen getötet zu haben und verspottet den kleinen Amor als schlechten Schützen. Dieser schwört Rache für die Kränkung.
- Szene III: Daphne trifft auf die Hirten und fragt, was mit dem Drachen geschehen sei. Diese berichten von Apollos Werk. Als dieser erscheint, schießt Amor einen silbernen Pfeil auf ihn, sodass er sich in die schöne Daphne verliebt. Daphne jedoch wird von einem bleiernen Pfeil getroffen, der die gegenteilige Wirkung hat, sodass sie ihre Keuschheit beschwört.
- Szene IV: Amor triumphiert über den verzweifelt weinenden Apoll.
- Szene V: Der Bote Tirsi berichtet, wie Daphne auf der Flucht vor Apoll in einen Lorbeerbaum verwandelt worden sei, sodass sie für den Gott auf ewig unerreichbar bleibt.
- Szene VI: Die Hirten und Nymphen trauern gemeinsam mit Apoll um Daphnes Schicksal. Dieser weiht den Lorbeerkranz zu einem Zeichen des Kummers und Sieges gleichermaßen.

## Musik
La Dafne benötigt nur ein kleines Orchester, bestehend aus einem Cembalo, einer Laute, einer Viola da gamba, einer Erzlaute und einem Triflauto. Die genaue Identität des letztgenannten Instruments ist unklar. Eventuell handelt es sich einfach um eine Sackpfeife mit einem Bordun und zwei Spielpfeifen oder doch einem Flötentrio. Sowohl Sackpfeife als auch Flöten wurden im 16. Jahrhundert mit Hirtenmusik assoziiert und passen folglich zu den in der Oper auftretenden Hirten.
Insgesamt sind sechs Fragmente (der Prolog und fünf Teile aus unterschiedlichen Szenen) der Oper erhalten. Vier davon stammen aus einem ursprünglich Florentiner Manuskript, das sich heute in der Bibliothek des Königlichen Konservatoriums Brüssel befindet, zwei weitere Nummern sind in einem Manuskript in der Biblioteca Nazionale Centrale di Firenze überliefert. Auch diese sechs überlieferten Stücke sind nicht ganz vollständig, beispielsweise wurden beim Niederschreiben zweier Chornummern die mittleren Singstimmen (die wohl ident zu Instrumentalstimmen waren) weggelassen. Bei zwei der Stücke aus Brüssel nennt das Manuskript Jacopo Corsi als Komponisten. Aufgrund von Ähnlichkeiten mit dem Prolog von Euridice wird angenommen, dass der Prolog von La Dafne von Jacopo Peri komponiert wurde. Ein Fragment, das von Daphnes Verwandlung in den Lorbeerbaum berichtet (Qual' nova meraviglia) wird aufgrund seiner fortschrittlichen Kompositionstechnik ebenfalls eher dem professionell komponierenden Peri als dem ambitionierten Laien Corsi zugerechnet. Die Zuordnung der zwei verbliebenen Stücke ist offen. Vier der sechs Fragmente sind Solostücke im Sinne der neuentwickelten Monodie. Sie sind sehr simpel gehalten und kommen noch ganz ohne die später auch von Peri und Caccini in solchen Kompositionen verwendete Ornamentik aus. Daher können sie als Zeugen für die früheste Entwicklungsstufe dieser Gattung gelten.